# Avtograf
Gli Avtograf (in russo Автограф?) sono stati un gruppo rock sovietico fondato nel 1979 da Aleksandr Sitkoveckij, precedente leader dei Visokosnoe leto. Furono una delle prime band sovietiche a dedicarsi con successo all'art rock.

## Storia
Intento a costituire una nuova band, Sitkoveckij radunò quelli che riteneva i migliori musicisti preferendo la professionalità alla fama, alla teatralità e al prestigio. Agli inizi del 1980 gli Avtograf si aggiudicarono il secondo premio al festival Vesennie ritmy, mentre nell'estate dello stesso anno iniziarono a esibirsi al Moskoncert con una formazione costituita da Sitkoveckij, Sergej Brutjan, Leonid Gutkin, Leonid Makarevič e Viktor Michalin. L'anno successivo Brutjan dovette lasciare la band per via della sua professione di orientalista e venne quindi sostituito da Artur Berkut.
Verso la fine degli anni ottanta il gruppo abbandonò il genere dell'art rock, che era ormai scomparso, e si orientò verso il pop rock e le canzoni americanizzate, nella tradizione del soft rock e del glam rock. Fu questo il motivo che portò all'ingaggio del sassofonista Sergej Mazaev e di Ruslan Valonen dei Megapolis. Quest'ultimo andò a sostituire Sergej Mazaev, che aveva scelto di perseguire la carriera accademica e sinfonica.
Nel 1990 uscì negli Stati Uniti l'album Kamennyj kraj, nazione in cui alcuni di loro si trasferirono fondando lo studio Red Sunset. Occasionalmente Sitkoveckij, Gutkin e Valonen si esibirono come session man per gli album che venivano registrati negli USA da Michail Šufutinskij, Ljubov' Uspenskaja e Vladimir Presnjakov Jr. Nel 1996 Gutkin tornò in Russia, dove fondò l'etichetta discografica Krem Rekordz che negli anni ha lanciato Danko, Del'fin e I.F.K., Valonen continuò a lavorare come turnista negli Stati Uniti, e Sitkoveckij iniziò a lavorare al suo primo album da solista. Gli altri membri della band proseguirono le loro carriere in Russia.
Gli Avtograf si riunirono occasionalmente nel 2005, in occasione del loro 25° anniversario all'Olimpijskij di Mosca, e nel 2021 alla Sala Gradskij. Da questi due concerti sono nati i loro unici due album live.

## Formazione

### Formazione al momento della cessazione dell'attività
- Aleksandr Sitkoveckij  - chitarra , voce (1979-1990)
- Leonid Gutkin  - basso (1979-1990)
- Artur Berkut  - voce (1982-1990)
- Ruslan Valonen  - tastiere (1986-1990)
- Sergej Krinicyn - batteria (1990, morto nel 2021)

### Ex membri
- Andrej Morgunov – batteria (1979)
- Kris Kel'mi  – tastiere , voce (1979–1980; morto nel 2019)
- Vladimir Jakušenko – batteria (1979-1980; morto nel 2022)
- Sergej Brutjan – voce (1979-1982)
- Aleksej Gagarin – batteria (1985-1986)
- Leonid Makarevič – tastiere (1979-1988)
- Viktor Michalin – batteria (1980-1989)
- Sergej Mazaev – voce , sassofono (1986-1989)

## Discografia

### Album in studio
- 1984 – Avtograf-2
- 1986  – Avtograf
- 1989  – Kamennyj kraj (ripubblicato nel 2005)
- 1991  – Tear Down the Border
- 1996  – Avtograf-1 (registrato nel 1980-1982)

### Album live
- 2005 – 25 let spustja
- 2021 – Vosvrščenie legendy

### Singoli
- 1981 – Irlandija. Ol'ster/Pristegnite remni bezopasnosti/Bljuz "Kapriz"
- 1985 – Istina/Monolog
- 1989 – Mir v sebe
- 2005 – Korabl'
- 2020 – Chrani
- 2021 – Voskresenie